# Atomosia danforthi
Atomosia danforthi là một loài ruồi trong họ Asilidae. Atomosia danforthi được Curran miêu tả năm 1935. Loài này phân bố ở vùng Tân nhiệt đới.